# Vihtasaaret (ö i Mellersta Finland, Jämsä)
Vihtasaaret är en liten ögrupp i Finland. Den ligger i sjön Kalmavesi och i kommunen Jämsä i landskapet Mellersta Finland, i den södra delen av landet, 220 km norr om huvudstaden Helsingfors. Öns area är 2,1 hektar och dess största längd är 250 meter i nord-sydlig riktning.  Notera att namnet antyder att det är fråga om flera öar.